# Copestylum muscarium
Copestylum muscarium är en tvåvingeart som först beskrevs av Thomson 1869.  Copestylum muscarium ingår i släktet Copestylum och familjen blomflugor. Inga underarter finns listade i Catalogue of Life.